# Relations entre le Japon et la Russie
 (août 2013).
Si vous disposez d'ouvrages ou d'articles de référence ou si vous connaissez des sites web de qualité traitant du thème abordé ici, merci de compléter l'article en donnant les références utiles à sa vérifiabilité et en les liant à la section « Notes et références ».

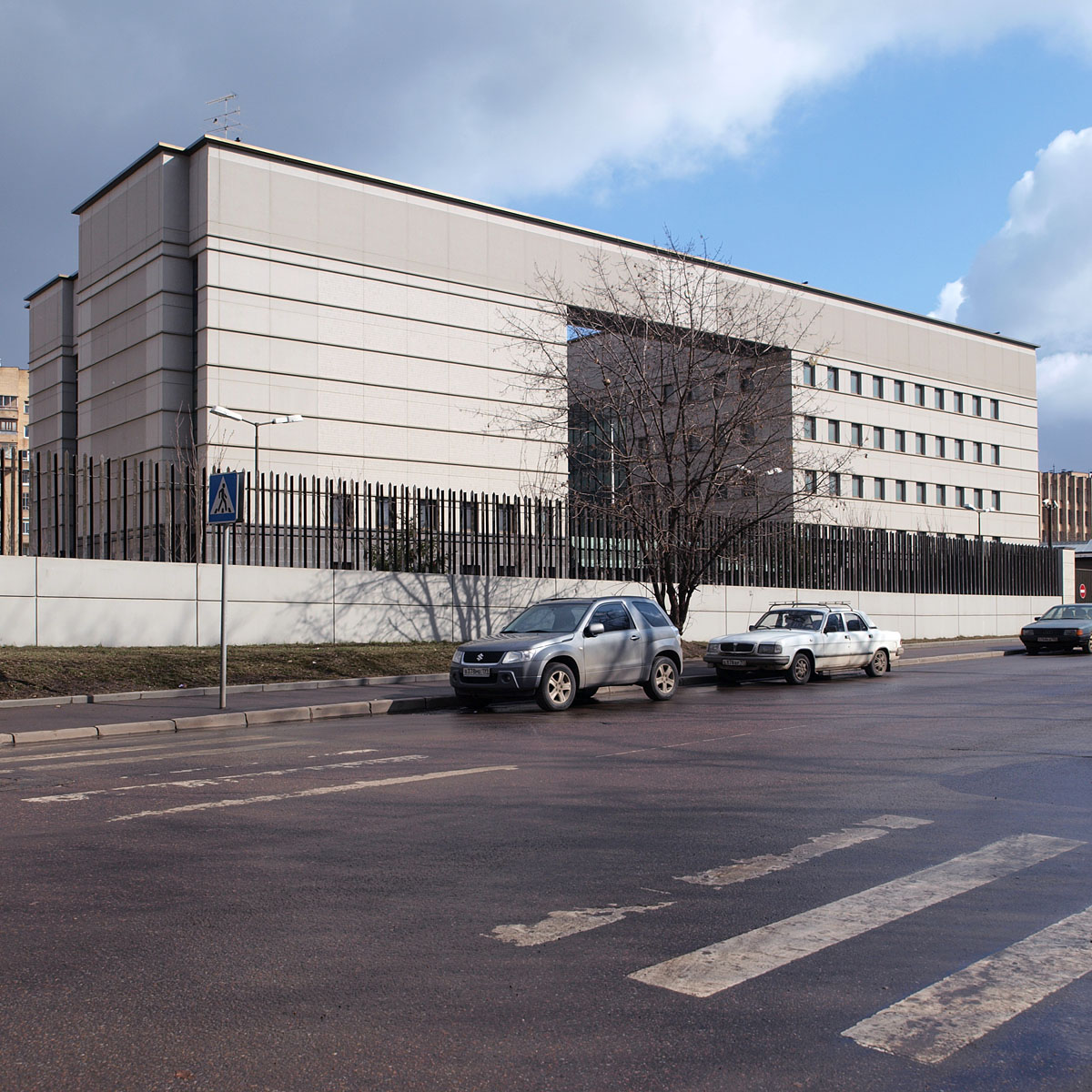
Ambassade du Japon à Moscou.

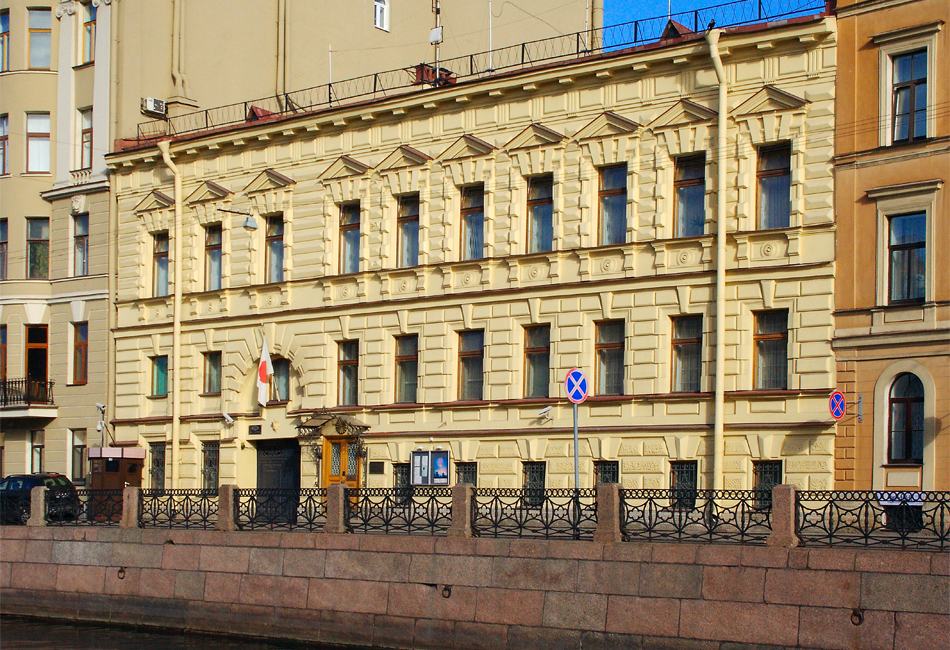
Consulat général du Japon à Saint-Pétersbourg.

Les relations entre le Japon et la fédération de Russie font suite aux relations entre le Japon et l'Union soviétique et à celles entre les empires japonais et russe formellement établies en 1855.

## Contexte historique
Les relations entre les deux nations sont gênées principalement par un conflit à propos de la souveraineté des îles Kouriles, à la suite de leur conquête par les Russes en août 1945. Il n'y a pas eu de traité de paix entre l’Union soviétique et le Japon à la suite de la Seconde Guerre mondiale,, et bien que le Japon ait renoncé à tous ses droits sur les îles Kouriles par le Traité de San Francisco en 1951, l’Union soviétique (comme aussi la Chine) a refusé de signer ce traité nippo-américain mettant fin à la période d’occupation américaine et restaurant l’administration japonaise sur son territoire.

## Relations entre le Japon et la fédération de Russie

### Années 1990
Le gouvernement de Boris Eltsine a pris le pouvoir en Russie vers la fin de 1991 après la dislocation de l'URSS. De nouveau, Moscou s'est opposé à retourner les territoires contestés au Japon. Bien que le Japon soit très lié avec le groupe des sept nations industrialisées et contribuant à l'aide technique et financière à la Russie, les relations entre Tokyo et Moscou sont restées pauvres. En septembre 1992, le Président russe Boris Eltsine a annulé une visite programmée au Japon. La visite a finalement eu lieu dans le 11 octobre 1993. Il n'a fait aucune autre concession sur les îles Kouriles contestées (nord-est de Hokkaido), un obstacle considérable aux relations entre le Japon et la Russie, mais a promis de se conformer à l'engagement soviétique de 1956 de rendre deux îles (Shikotan et Habomai) au Japon. Eltsine a également fait des excuses à plusieurs reprises pour le traitement soviétique des prisonniers de guerre japonais après la deuxième guerre mondiale. En mars 1994, le ministre des affaires étrangères japonais Tsutomu Hata a effectué une visite à Moscou et a rencontré le ministre des affaires étrangères russe Andrei Kozyrev et d'autres hauts fonctionnaires. Les deux côtés ont accepté de chercher une solution à propos des îles Kouriles, mais la décision du conflit n'est pas prévue dans un avenir proche. En dépit du conflit territorial, Hata a offert une aide financière aux réformes économiques de la Russie. Le 30 juillet 1998, le nouveau Premier ministre du Japon Keizō Obuchi s'est concentré sur les thèmes principaux pour être élu : signer un traité de paix avec la Russie, et relancer l'économie japonaise. Seulement, avant sa mort, sa politique avec la fédération de Russie a avorté et l'état de guerre est resté entre les deux nations.

### Années 2000
Le 16 août 2006, les autorités maritimes russes ont tué un pêcheur japonais et ont capturé un bateau de pêche au crabe dans les eaux des îles Kouriles contestées. Le ministère des Affaires étrangères russe a déclaré que la mort a été provoquée par une « balle perdue ».
Le 28 septembre 2006, le ministre des affaires étrangères russe Sergueï Lavrov a déclaré que la Russie « continuerait le dialogue avec le nouveau gouvernement japonais. Nous établirons des relations, comme les peuples des deux pays veulent qu'elles soient. Le ministre des affaires étrangères Taro Aso est resté à son poste dans le gouvernement. Nous avons de bonnes relations de longue date, nous agirons dans le cadre du programme élaboré. »
Le conflit à propos des îles Kouriles méridionales a détérioré les relations entre le Japon et la Russie quand le gouvernement japonais a édité une nouvelle directive pour ses manuels scolaires le 16 juillet 2008 pour enseigner aux enfants japonais que leur pays a la souveraineté sur les îles Kouriles. Le public russe fut indigné par l'action et a demandé au gouvernement de s'y opposer. Le ministre des affaires étrangères de la Russie a annoncé le 18 juillet 2008 « [ces actions] ne contribuent ni au développement de la coopération positive entre les deux pays, ni au règlement du conflit. » et a réaffirmé la souveraineté russe sur les îles.

### Années 2010
Le 30 janvier 2010, des gardes-frontières russes se sont battus avec deux bateaux de pêche japonais. En 2010, le Premier ministre japonais, Naoto Kan, fait un rapport disant qu'il utiliserait énergétiquement les liens du Japon avec la Russie et « pousserait les roues du chariot en avant », dans le domaine de la politique et des sciences économiques, ce qui mènera par la suite à un traité de paix après de nombreuses années du conflit sur les îles Kouriles. Dmitri Medvedev visite l'île de Kunashir le 1er novembre 2010 où il a décrit les îles Kouriles comme une « région très importante dans notre pays », ce qui irrite le Japon, dont Naoto Kan qui décrit sa visite de « regrettable ».
Plusieurs visites de ministres russes sur les îles ont lieu par la suite, notamment du ministre de la Défense, Anatoli Serdioukov, venu inspecter le 4 février 2011 une division d'artillerie. À la suite de ses visites, une manifestation est organisée le 7 février par des militants nationalistes japonais devant l'ambassade de Russie, pendant laquelle ils traînent par terre un drapeau russe déchiré, provoquant l'ire de Moscou qui demande des poursuites. Le même jour, l'ambassade aurait reçu par courrier une balle accompagnée du message « les territoires du Nord sont une terre japonaise ».[réf. nécessaire] Le 9 février, Dmitri Medvedev annonce que son pays va renforcer sa présence militaire auprès de ces îles : les deux premiers navires de guerre de la classe Mistral commandés à la France, ainsi que des systèmes de missiles de défense antiaérienne S-400, des radars et des avions de combat Soukhoï Su-35 de nouvelle génération sont évoqués.
Le président russe Dmitri Medvedev se rend de nouveau sur les îles le 3 juillet 2012, et déclare qu'elles sont « une partie importante de la région de Sakhaline et tout simplement une partie importante de notre territoire russe ». La réaction du Japon apparaît alors plus modérée que lors de la précédente visite, limitée à une protestation formelle du ministère des Affaires étrangères, son titulaire Kōichirō Genba déclarant : « La visite de Medvedev à Kounachir ressemble à un seau d'eau froide versé dans nos relations ». De plus, le retour de Vladimir Poutine à la présidence de la fédération de Russie semble indiquer une politique plus favorable à un rapprochement et donc à un règlement diplomatique de la dispute territoriale.
Le 18 avril 2014, le ministère russe de la défense annonce l'adoption d'un plan détaillé de construction d'infrastructures militaires sur les îles Kouriles du Sud Itouroup et Kounachir d'ici à 2016.
Le 22 août 2015, Dmitri Medvedev fait un nouveau déplacement aux îles Kouriles, ce qui provoque des contestations de la part du gouvernement Japonais. Le même jour un décret du gouvernement officialise l'augmentation du plateau continental russe en mer d'Okhotsk, ce qui agrandit de facto le territoire russe de 50 000 km2.
Le 16 septembre 2015, le Japon proteste auprès des autorités russes après la violation de son espace aérien au large de Hokkaido, non loin des îles Kouriles, par un appareil étranger qu’il soupçonne d'être russe au vu de sa trajectoire.
Le premier ministre japonais Shinzō Abe tente, pendant son mandat (2012-2022), de maintenir de bonnes relations avec la Russie pour l'empêcher de se rapprocher de la Chine, ennemi du Japon.

### Années 2020
À partir du 25 février 2022, le Japon annonce une série de sanctions économiques contre la Russie, à la suite de l'invasion de l'Ukraine par la Russie. Il interdit d'abord les exportations dans le domaine des semi-conducteurs, et se joint aux pays occidentaux pour exclure certaines banques russes de la plateforme Swift. Par la suite, le Japon adopte de nouvelles sanctions dont le gel des actifs et la suspension de la délivrance de visas à des personnes et organisations russes. Le 1er mars ce sont les avoirs de Vladimir Poutine et de la banque centrale russe qui sont gelés.
Le 21 mars 2022 la Russie annonce abandonner les négociations de paix avec le Japon, dénonçant la « position inamicale » du pays face aux sanctions prises. La Russie met également fin aux visites sans visa dans les îles Kouriles des citoyens japonais issus de familles ayant habité sur place au début du XXe siècle, lorsque les îles étaient japonaises. Ces décisions sont condamnées le lendemain par le Premier ministre japonais Fumio Kishida.
Peu après, la diplomatie japonaise décrit la prise de contrôle des Kouriles par les Soviétiques comme une annexion « illégale », une formulation considérée comme particulièrement dure. Pour les analystes, le Japon est contraint de s'aligner sur la position des États-Unis contre la Russie, car le Japon dépend militairement des États-Unis pour sa protection.
Entre mars et mai 2022, Kishida effectue des visites officielles dans plusieurs pays asiatiques (Inde, Indonésie, Vietnam, Thaïlande) pour les convaincre d'adopter une « position commune » contre la Russie alors que ces États gardent leur neutralité,,,.